# Judy Morris
Judy Morris (bürgerlich Judith Ann L'Armand; * 13. Dezember 1947 in Queensland, Australien) ist eine australische Schauspielerin, Regisseurin und Drehbuchautorin.

## Leben und Karriere
Judy Morris, die mit bürgerlichem Namen Judith Ann L'Armand heißt, bekam im Alter von 10 Jahren ihre erste Fernsehrolle in einer Episode von Family Theatre, die 1957 in den USA ausgestrahlt wurde. In den folgenden Jahren trat sie in The Loretta Young Show und mit 13 Jahren als Assistentin von Vincent Price in The Chevy Mystery Show auf.
Nachdem sie nach Australien zurückgekehrt war, bekam sie erst wieder im Alter von 20 Jahren eine Rolle in der TV-Serie Bellbird. Ihrer beeindruckenden Darstellung verdankte sie es, in den TV-Serien Division 4, Matlock Police und Homicide series besetzt zu werden.
Für den zu dieser Zeit provokanten Fernsehfilm Libido: The Child, in dem sie eine Babysitterin spielte, die bei dem zu beaufsichtigenden Jungen das Interesse an Sexualität weckt, gewann Judy Morris 1973 den AFI Award als Beste Darstellerin in einer Hauptrolle.
In den folgenden zwei Jahrzehnten hielt ihr Erfolg an, und sie war in zahlreichen Filmen und TV-Produktionen zu sehen. So war sie 1979 im Film Wenn der Klempner kommt (The Plumber) von Peter Weir, 1980 in Maybe This Time, 1983 in Strata und Phar Lap - Legende einer Nation (Phar Lap) zu sehen. In Deutschland ist sie als Schauspielerin durch die Rolle der Catherine Faulkner, Mutter von Katrina Stanton, dargestellt von Nicole Kidman, in dem TV-Dreiteiler Bangkok Hilton von 1989 bekannt geworden. Zwischen 1984 und 1994 spielte sie eine Nebenrolle in der Serie Mutter und Sohn (Mother and Son). Ihren letzten Filmauftritt hatte sie 1999 in einer Episode der TV-Serie Ballykissangel.
Judy Morris führte Regie bei der Komödie Luigi's Ladies, zu der sie auch das Drehbuch verfasste. Mit George Miller, Mark Lamprelland und Dick King-Smith schrieb sie 1998 das Drehbuch zu der Erfolgskomödie Schweinchen Babe in der großen Stadt (Babe: Pig in the City). An den Drehbüchern zu Dinotopia 2002 und vier Jahre später zu Happy Feet war sie ebenfalls beteiligt. Happy Feet gewann 2007 den Oscar als Bester Animationsfilm. Für ihr Drehbuch wurde Judy Morris für den Annie Award nominiert. Für das Drehbuch des 2011 von Regisseur Fred Schepisi inszenierten Filmdramas The Eye of the Storm mit Geoffrey Rush in der Hauptrolle zeichnete Morris ebenfalls verantwortlich.

## Auszeichnungen und Nominierungen
- 1973: Auszeichnung mit dem AFI Award als Beste Darstellerin in einer Hauptrolle für Libido: The Child
- 1977: Nominierung für den AFI Award als Beste Darstellerin in einer Hauptrolle für The Picture Show Man
- 1980: Nominierung für den AFI Award als Beste Darstellerin in einer Hauptrolle für Maybe This Time
- 1986: Nominierung für den AFI Award als Beste Darstellerin in einer Hauptrolle für The More Things Change
- 2007: Nominierung für den Annie Award für das Beste Drehbuch in einem Animationsfilm für Happy Feet